# Франко Тосоні Піттоні
Франко Тосоні Піттоні (італ. Franco Tosoni Pittoni, 2 грудня 1904, Трієст — 5 липня 1941, Атлантичний океан) — італійський морський офіцер-підводник, учасник Другої світової війни.

## Біографія
Франко Тосоні Піттоні народився 2 грудня 1904 року в  Трієсті. У 1924 році був призваний на військову службу, під час якої вступив на офіцерські курси у Військово-морській академії в Ліворно. Закінчив їх наступного року у званні гардемарина.
Після цього ніс службу на різних кораблях, зокрема на підводному човні «Ладзаро Моченіго» та лінкорі «Джуліо Чезаре».
У 1930 році пройшов навчання у Школі королівських військово-морських екіпажів (італ. Corpo regi equipaggi marittimi) у Полі. У 1933 році отримав звання лейтенанта і був призначений заступником командира канонерського човна «Джузеппе Більєрі». У 1934 році ніс службу на борту  крейсера «Куарто», у 1935 році був заступником командира підводного човна «Фізалія». Протягом 1936-1938 ніс службу на борту крейсера «Больцано».
У 1938 році Франко Тосоні Піттоні закінчив Школу військово-морського командування (італ. Scuola navale di comando) і у 1939 році був призначений командиром новозбудованого підводного човна «Тембіен». У 1939-1940 роках командував міноносцем «Палладе». 25 квітня 1940 року був призначений командиром підводного човна «Альпіно Баньоліні».

### Друга світова війна
6 червня 1940 року, за декілька днів до вступу Італії у Другу світову війну підводні човни «Альпіно Баньоліні» і «Капітано Тарантіні» вирушили з бази в Таранто в оперативну зону поблизу Криту. У ніч з 11 на 12 червня «Альпіно Баньоліні» потопив британський крейсер «Каліпсо», який став першим бойовим кораблем Королівського флоту Великої Британії, що був затоплений італійськими ВМС у роки Другої світової війни.
Після ще одного походу у Середземному морі «Альпіно Баньоліні» перебазувався у Бордо на базу підводних човнів BETASOM. Він здійснив 3 походи в Атлантичний океан, під час яких потопив 2 торгові судна противника. За це Франко Тосоні Піттоні був нагороджений другою Срібною медаллю «За військову доблесть» та німецьким Залізним хрестом 2 класу.
15 квітня 19491 року Франко Тосоні Піттоні був призначений командиром підводного човна «Мікеле Б'янкі».
Здійснив один невдалий похід з 30 квітня по 30 травня. 
4 липня «Мікеле Б'янкі» вирушив у новий похід, але наступного дня був потоплений британським підводним човном «Тайгріс» у точці з координатами 45°03′ пн. ш. 4°01′ зх. д. / 45.050° пн. ш. 4.017° зх. д.. Франко Тосоні Піттоні загинув разом з усіма членами екіпажу підводного човна.

### Список потоплений кораблів
| Підводний човен     | Дата            | Потоплене судно | Приналежність   | Тоннаж   |
| ------------------- | --------------- | --------------- | --------------- | -------- |
| «Альпіно Баньоліні» | 12 червня 1940  | «Каліпсо»       | Велика Британія | 4180 tsl |
| «Альпіно Баньоліні» | 18 вересня 1940 | Cabo Tortosa    | Іспанія         | 3302 tsl |
| «Альпіно Баньоліні» | 19 грудня 1940  | Amicus          | Велика Британія | 3660 tsl |

## Нагороди

### Італійські
- Срібна медаль «За військову доблесть» (нагороджений двічі)
- Бронзова медаль «За військову доблесть» (нагороджений двічі)
- Хрест «За військові заслуги»
- Командор Ордена Корони Італії

### Іноземні
- Залізний хрест 2 класу (Третій Рейх)